# Музичний автомат кричить про любов
«Музичний автомат кричить про любов» (італ. Juke box urli d'amore) — італійська музична комедія; випущена 28 листопада 1959 року.

## Сюжет
Фільм якоюсь мірою є сиквелом картини «Хлопці і музичний автомат», незважаючи на те, що прямого відношення до першого фільму картина не має. Сюжет повністю відрізняється від попереднього, схожість полягає лише в присутності в епізодичних ролях в обох фільмах Адріано Челентано і загального стилю даних кінофільмів. Як і у випадку з попереднім фільмом, вельми посередня картина уникла провалу в італійському прокаті виключно завдяки популярності Челентано, хоча той і знявся лише в дуже невеликій ролі.

## У ролях
- Маріо Каротенуто — Маріо
- Маріса Мерліні — Маріса
- Маріо Джиротті — Отелло
- Раффаеле Пізу — Орландо
- Арольдо Тьєрі — бухгалтер Анціллотто
- Альдо Джуффре — Бруно
- Тіберіо Мурджа — Калоджеро
- Мара Берні — Доменіка
- Адріано Челентано — співак
- Міна Мадзіні — співачка
- Колін Хікс — співак
- Чіччо Барбі — співак

## Знімальна група
- Режисер — Мауро Морассі;
- Сценарій — Оттавіо Алессі, Уго Гверра, Фабіо Де Агостіні;
- Продюсер — Назаріо Де Агостіні, Габріель Сільвестрі;
- Оператор — Лучано Трасатті;
- Композитор — Еціо Леоні;
- Художник — Франко Лоллі, Марія Крістіна Йанесіч, Енцо Константіні;
- Монтаж — Маріо Серандреї.